# Austrian Football League 2013
La Austrian Football League 2013 è stata la 29ª edizione del campionato austriaco di football americano di primo livello, organizzato dalla AFBÖ. La stagione è iniziata il 23 marzo 2013. La finale del campionato, l'Austrian Bowl XXX, si è disputata il 28 luglio 2013 alla NV Arena di Sankt Pölten e ha visto la vittoria degli Vienna Vikings, al loro dodicesimo titolo, sui Tirol Raiders per 48 a 31.

## Squadre partecipanti
| Club                  | Città     | Stadio                   | Sponsor ufficiale             | Capo allenatore | Risultato nella stagione 2012 |
| --------------------- | --------- | ------------------------ | ----------------------------- | --------------- | ----------------------------- |
| AFC Rangers Mödling   | Mödling   |                          |                               |                 |                               |
| Danube Dragons        | Vienna    | Stadion Stadlau          | -                             |                 |                               |
| Graz Giants           | Graz      | ASKÖ Stadion Eggenberg   | JCL                           |                 |                               |
| Prague Black Panthers | Praga     | Atletický stadion Slavia | -                             |                 |                               |
| Tirol Raiders         | Innsbruck |                          | Swarco Holding                |                 |                               |
| Vienna Vikings        | Vienna    | Hohe Warte Stadion       | Raiffeisen Bank International |                 |                               |

## Stagione regolare

### Calendario

#### 1ª giornata
| 23 marzo 2013, ore 13:30 CET | Tirol Raiders | 31 – 21 (7-0 14-0 10-0 0-21) | Graz Giants | (3700 spett.) |

| 24 marzo 2013, ore 15:00 CET | Vienna Vikings | 31 – 14 (10-0 14-0 0-7 7-7) | Prague Black Panthers | (2800 spett.) |

#### 2ª giornata
Giornata interamente rinviata per maltempo.

#### 3ª giornata
| 6 aprile 2013, ore 14:00 CEST | Graz Giants | 58 – 20 (22-0 21-12 15-6 0-2) | AFC Rangers Mödling | (1500 spett.) |

| 6 aprile 2013, ore 15:00 CEST | Danube Dragons | 41 – 13 (7-0 10-0 10-13 14-0) | Prague Black Panthers | (1100 spett.) |

#### 4ª giornata
| 13 aprile 2013, ore 14:30 CEST | Tirol Raiders | 13 – 48 (6-14 0-27 0-7 7-0) | Vienna Vikings | (3900 spett.) |

| 13 aprile 2013, ore 15:00 CEST | Danube Dragons | 51 – 14 (13-0 21-0 10-7 7-7) | AFC Rangers Mödling | (1450 spett.) |

#### 5ª giornata
| 20 aprile 2013, ore 15:00 CEST | Prague Black Panthers | 7 – 23 (7-16 0-0 0-7 0-0) | Graz Giants | (170 spett.) |

| 20 aprile 2013, ore 17:00 CEST | AFC Rangers Mödling | 17 – 42 (7-14 10-7 0-7 0-14) | Tirol Raiders | (300 spett.) |

| 21 aprile 2013, ore 15:00 CEST | Vienna Vikings | 27 – 12 (6-0 7-0 0-6 14-6) | Danube Dragons | (3600 spett.) |

#### Recuperi 1
Incontri inizialmente previsti per la 2ª giornata.

| 27 aprile 2013, ore 15:00 CEST | Graz Giants | 49 – 36 (7-0 10-7 19-0 13-29) | Danube Dragons | (1200 spett.) |

| 28 aprile 2013, ore 12:00 CEST | Prague Black Panthers | 21 – 46 (7-14 14-22 0-7 0-3) | Tirol Raiders | (260 spett.) |

| 28 aprile 2013, ore 14:00 CEST | AFC Rangers Mödling | 7 – 57 (7-21 0-14 0-6 0-16) | Vienna Vikings | (1400 spett.) |

#### 6ª giornata
| 4 maggio 2013, ore 17:00 CEST | Tirol Raiders | 42 – 0 (7-0 14-0 21-0 0-0) | Prague Black Panthers | (2700 spett.) |

| 5 maggio 2013, ore 15:00 CEST | Vienna Vikings | 24 – 20 (7-6 0-7 10-0 7-7) | Graz Giants | (3000 spett.) |

#### 7ª giornata
| 11 maggio 2013, ore 15:00 CEST | Graz Giants | 28 – 54 (0-21 0-17 21-13 7-3) | Tirol Raiders | (1200 spett.) |

| 11 maggio 2013, ore 15:00 CEST | Prague Black Panthers | 31 – 10 (3-7 21-3 0-0 7-0) | AFC Rangers Mödling | (60 spett.) |

| 12 maggio 2013, ore 14:30 CEST | Danube Dragons | 35 – 62 (7-21 0-27 7-7 21-0) | Vienna Vikings | (2200 spett.) |

#### 8ª giornata
| 17 maggio 2013, ore 18:00 CEST | Vienna Vikings | 58 – 7 (7-0 21-0 16-0 14-7) | AFC Rangers Mödling | (1550 spett.) |

| 18 maggio 2013, ore 15:00 CEST | Graz Giants | 58 – 14 (19-7 12-7 27-0 0-0) | Prague Black Panthers | (1550 spett.) |

| 18 maggio 2013, ore 17:00 CEST | Tirol Raiders | 24 – 0 (3-0 7-0 7-0 7-0) | Danube Dragons | (2400 spett.) |

#### 9ª giornata
| 8 giugno 2013, ore 15:00 CEST | Prague Black Panthers | 23 – 48 (6-14 0-21 3-6 14-7) | Vienna Vikings | (150 spett.) |

| 8 giugno 2013, ore 17:00 CEST | Danube Dragons | 31 – 45 (7-7 7-10 3-14 14-14) | Tirol Raiders | (500 spett.) |

| 8 giugno 2013, ore 17:00 CEST | AFC Rangers Mödling | 0 – 41 (0-7 0-14 0-7 0-13) | Graz Giants | (300 spett.) |

#### Recuperi 2
| 14 giugno 2013, ore 19:30 CEST | AFC Rangers Mödling | 7 – 56 (7-14 0-21 0-14 0-7) | Danube Dragons | (600 spett.) |

#### 10ª giornata
| 22 giugno 2013, ore 17:00 CEST | Danube Dragons | 21 – 40 (0-6 7-14 7-13 7-7) | Graz Giants | (800 spett.) |

| 22 giugno 2013, ore 17:30 CEST | AFC Rangers Mödling | 12 – 26 (6-6 0-7 0-6 6-7) | Prague Black Panthers |  |

| 23 giugno 2013, ore 15:00 CEST | Vienna Vikings | 24 – 6 (14-0 3-6 0-0 7-0) | Tirol Raiders |  |

#### 11ª giornata
| 29 giugno 2013, ore 15:00 CEST | Prague Black Panthers | 10 – 38 (3-10 0-7 0-14 7-7) | Danube Dragons |  |

| 29 giugno 2013, ore 17:00 CEST | Tirol Raiders | 41 – 7 (21-0 13-0 0-0 7-7) | AFC Rangers Mödling | (2100 spett.) |

| 29 giugno 2013, ore 20:30 CEST | Graz Giants | 27 – 41 (0-21 13-14 0-6 14-0) | Vienna Vikings | (3000 spett.) |

### Classifica
La classifica della regular season è la seguente:
- PCT = percentuale di vittorie, G = partite giocate, V = partite vinte,  P = partite perse, PF = punti fatti, PS = punti subiti

| Pos. | Squadra               | PCT   | G  | V  | N | P  | PF  | PS  |
| ---- | --------------------- | ----- | -- | -- | - | -- | --- | --- |
| 1    | Vienna Vikings        | 1.000 | 10 | 10 | 0 | 0  | 420 | 164 |
| 2    | Tirol Raiders         | .800  | 10 | 8  | 0 | 2  | 344 | 197 |
| 3    | Graz Giants           | .600  | 10 | 6  | 0 | 4  | 365 | 248 |
| 4    | Danube Dragons        | .400  | 10 | 4  | 0 | 6  | 321 | 291 |
| 5    | Prague Black Panthers | .200  | 10 | 2  | 0 | 8  | 159 | 349 |
| 6    | AFC Rangers Mödling   | .000  | 10 | 0  | 0 | 10 | 101 | 461 |

## Playoff

### Tabellone
|  | Semifinali | Semifinali     | Semifinali |               |    | Austrian Bowl XXIX | Austrian Bowl XXIX | Austrian Bowl XXIX |  |
|  |            |                |            |               |    |                    |                    |                    |  |
|  | 1          | Vienna Vikings | 35         |               |    |                    |                    |                    |  |
|  | 1          | Vienna Vikings | 35         |               |    |                    |                    |                    |  |
|  | 4          | Danube Dragons | 15         |               |    |                    |                    |                    |  |
|  | 4          | Danube Dragons | 15         |               | 1  | Vienna Vikings     | 48                 |                    |  |
|  |            |                |            |               | 1  | Vienna Vikings     | 48                 |                    |  |
|  |            |                | 2          | Tirol Raiders | 31 |                    |                    |                    |  |
|  | 2          | Tirol Raiders  | 2          | Tirol Raiders | 31 | 52                 |                    |                    |  |
|  | 2          | Tirol Raiders  |            |               |    |                    |                    |                    |  |
|  | 3          | Graz Giants    | 49         |               |    |                    |                    |                    |  |

### Semifinali
| 13 luglio 2013, ore 17:00 CEST | Tirol Raiders | 52 – 49 (21-7 10-7 11-14 10-21) | Graz Giants | (2200 spett.) |

| 14 luglio 2013, ore 15:00 CEST | Vienna Vikings | 35 – 15 (14-0 14-7 7-0 0-8) | Danube Dragons | (3100 spett.) |

### Austrian Bowl XXIX
| Arbitri: | T. Kuntschik D. Muellner T. Hofbauer H.C. Albrecht R. Berger W. Edelmueller W. Windsteig |

| |           | |
| Thaller 5':55" Q1 (TD) 6yd pass from Gross Daum Q1 (pat) Stanzel 11':10" Q2 (TD) 6yd pass from Gross Daum Q2 (pat) Thaller 0':07" Q2 (TD) 5yd pass from Gross Daum Q2 (pat) Lewis 10':24" Q3 (TD) 2yd run Daum Q3 (pat) Holzinger 4':27" Q3 (TD) 29yd pass from Gross Daum Q3 (pat) Lewis 2':21" Q4 (TD) 31yd run Vertneg 1':09" Q4 (TD) 4yd pass from Gross Daum Q4 (pat) | Marcatori | Hofbauer 9':51" Q2 (TD) 68yd run Erlsbacher Q2 (pat) Wise 4':26" Q2 (TD) 10yd run Erlsbacher Q2 (pat) Erlsbacher 0':08" Q3 (FG) 38yd Hofbauer 7':38" Q4 (TD) 8yd run Erlsbacher Q4 (pat) Ebner 0':00" Q4 (TD) 8yd pass from Callahan Erlsbacher Q4 (pat) |

## Verdetti
- Vienna Vikings Campioni dell'Austria 2013

Sono stati assegnati anche i seguenti sei riconoscimenti:
- Miglior giocatore del 2013:  Christoph Gross ( Vienna Vikings, quarterback)
- Miglior giocatore offensivo del 2013:  Jesse Lewis ( Vienna Vikings, runningback)
- Miglior giocatore difensivo del 2013:  Simon Blach ( Vienna Vikings, linebacker)
- Miglior giocatore giovane del 2013:  Christoph Gubisch ( Graz Giants, quarterback)
- Miglior allenatore del 2013:  Chris Calaycay ( Vienna Vikings, capo allenatore)
- Miglior giocatore dell'Austrian Bowl XXIX:  Offensive line  Vienna Vikings